# Velika rdečelistka
Velika rdečelistka (znanstveno ime Entoloma sinuatum) je gliva iz rodu rdečelistk (Entoloma).

## Značilnosti
Mlada velika rdečelistka je podobna majniški lepoglavki (Calocybe gambosa), vendar je od slednje opazno večja, in je v začetku bela ali siva ter polkrožne oblike. Klobuk premera 6–20 cm je izbočen in na robu malo podvihan, na površini pa je možno opaziti rahel srebrni sijaj. Pri starejših primerkih so značilnosti izrazitejše, poleg tega pa postane sivobele do okraste barve, včasih rahlo rjavkaste, rob klobuka pa postane zravnan ali vegast.
Lističi so široko razmaknjeni in so najprej belorumeni, z dozorevanjem trosov, pa se postopno obarvajo rdečkasto, pri čemer ostrinka ostane rumene barve. Ob betu so izrezani in so nanj samo rahlo pripeti, po čemer jo lahko ločimo od podobnih užitnih gob, pri katerih se lističi spuščajo po betu navzdol.
Bet je bele ali rahlo rumenkaste barve, poln, valjaste oblike, zajeten in zadebeljen v dnišču, visok je od 6–12 cm in ima premer od 1-2,5 cm.
Meso je belo z vonjem po sveži moki.

## Razširjenost in življenjski prostor
Velika rdečelistka je razširjena v Evropi, večinoma v Južni in Srednji Evropi, na vzhodu do področja Črnega morja, na severu pa tudi na Britanskem otočju. V Severni Ameriki je razširjena do Arizone na jugu.
Raste v različnih listnatih gozdovih v skupinah, v času poletja in jeseni. Uspeva predvsem pod hrasti in gabri, na bazičnih ilovnatih tleh.

## Mikroskopske značilnosti
Trosni odtis je umazano rožnate barve. Trosi so šesterokotni in merijo 10–12 x 7–8 μm..

## Podobne vrste
- majniška lepoglavka (Calocybe gambosa) je manjše rasti, ima bele lističe in raste spomladi
- navadna mokarica (Clitopilus prunulus) je manjše rasti, ima klobuk sivkaste barve in ekscentrično nasajen bet, lističi se spuščajo navzdol po betu
- poprhnjena livka (Clitocybe nebularis) ima siv poprhnjen klobuk, lističi se spuščajo navzdol po betu

## Uporabnost
Strupena. 
Zastrupitev z veliko rdečelistko se kaže kot gastrointestinalni sindrom, predvsem kot bruhanje, diareja in glavobol z latentno dobo od pol ure do dveh ur. Redko se pojavijo znaki depresije, ki trajajo več mesecev. Po nekaterih podatkih naj bi bila odgovorna za približno 10 % vseh zastrupitev z gobami.
Zdravljenje je po navadi le podporno.